# Dassari
Dassari ist ein Arrondissement im Département Atakora in Benin. Es ist eine Verwaltungseinheit, die der Gerichtsbarkeit der Kommune Matéri untersteht. Gemäß der Volkszählung von 2013 hatte Dassari 27.648 Einwohner, davon waren 13.670 männlich und 13.978 weiblich.
Auf dem Gebiet des Arrondissements befindet sich u. a. der Flugplatz Porga.